# U-33 (tàu ngầm Đức) (1936)
U-33 là một tàu ngầm tấn công  Lớp Type VII thuộc phân lớp Type VIIA được Hải quân Đức Quốc Xã chế tạo trước Chiến tranh Thế giới thứ hai. Nhập biên chế năm 1936, nó đã can thiệp vào cuộc Nội chiến Tây Ban Nha, và thực hiện được ba chuyến tuần tra trong Thế Chiến II, đánh chìm được mười tàu buôn với tổng tải trọng 19.261 GRT, đồng thời gây hư hại cho một chiếc khác. I-33 bị tàu quét mìn HMS Gleaner đánh chìm tại cửa biển Firth of Clyde, Scotland vào ngày 12 tháng 2, 1940.

## Thiết kế và chế tạo

### Thiết kế
Tàu ngầm Type VII được thiết kế căn bản dựa trên những kiểu tàu ngầm của Đế quốc Đức thời Chiến tranh Thế giới thứ nhất. Chúng có trọng lượng choán nước 626 t (616 tấn Anh) khi nổi và 745 t (733 tấn Anh) khi lặn), con tàu có chiều dài chung 64,51 m (211 ft 8 in), lớp vỏ trong chịu áp lực dài 45,50 m (149 ft 3 in), mạn tàu rộng 5,58 m (18 ft 4 in), chiều cao 9,50 m (31 ft 2 in) và mớn nước 4,37 m (14 ft 4 in).
Chúng trang bị hai động cơ diesel MAN M 6 V 40/46 6-xy lanh 4 thì, tổng công suất 2.100–2.310 PS (1.540–1.700 kW; 2.070–2.280 bhp) ở tốc độ vòng quay 470-485 vòng mỗi phút, cho phép đạt tốc độ tối đa 17 kn (31 km/h), và tầm hoạt động tối đa 6.200 nmi (11.500 km) khi đi tốc độ đường trường 10 kn (19 km/h). Khi đi ngầm dưới nước, chúng sử dụng hai động cơ/máy phát điện Brown, Boveri & Cie GG UB 720/8 tổng công suất 750 PS (550 kW; 740 shp). Tốc độ tối đa khi lặn là 8 kn (15 km/h), và tầm hoạt động 95 nmi (176 km) ở tốc độ 4 kn (7,4 km/h).
Vũ khí trang bị có năm ống phóng ngư lôi 53,3 cm (21 in), bao gồm bốn ống trước mũi và một ống phía đuôi, và mang theo tổng cộng 11 quả ngư lôi, hoặc tối đa 22 quả thủy lôi TMA, hoặc 33 quả TMB. Tàu ngầm Type VIIA bố trí một hải pháo 8,8 cm SK C/35 cùng một pháo phòng không 2 cm (0,79 in) trên boong tàu. Thủy thủ đoàn bao gồm 4 sĩ quan và 40-56 thủy thủ.

### Chế tạo
U-33 được đặt hàng vào ngày 25 tháng 3, 1935, rõ ràng là một vi phạm Hiệp ước Versailles do điều khoản cấm Đức sở hữu tàu ngầm. Nó được đặt lườn tại xưởng tàu của hãng Friedrich Krupp Germaniawerft tại Kiel vào ngày 1 tháng 9, 1935, hạ thủy vào ngày 11 tháng 6, 1936. Nó là tàu ngầm Type VIIA đầu tiên được hoàn tất, và nhập biên chế cùng Hải quân Đức Quốc Xã vào ngày 25 tháng 7, 1936 dưới quyền chỉ huy của Hạm trưởng, Đại úy Hải quân Ottoheinrich Junker.

## Lịch sử hoạt động
Vào tháng 11, 1936, U-33 đã tham gia trong Chiến dịch Ursula, là hoạt động của tàu ngầm Đức hỗ trợ cho lực lượng hải quân của tướng Francisco Franco trong cuộc Nội chiến Tây Ban Nha.
Trong Thế Chiến II, U-33 đã đánh chìm mười tàu buôn có tổng tải trọng 19.261 GRT cùng gây hư hại cho một tàu buôn khác chỉ trong ba chuyến tuần tra.

### Bị mất
Vào tháng 2, 1940, U-33 được lệnh rải mìn tại cửa biển Firth of Clyde, Scotland. Tàu rải mìn Anh HMS Gleaner đã phát hiện U-33 vào ngày 12 tháng 2, và đã thả nhiều loạt mìn sâu tấn công trong nhiều giờ liền. Bị hư hại, chiếc tàu ngầm buộc phải trồi lên mặt nước và thủy thủ đoàn bỏ tàu; U-33 đắm không lâu sau đó, 25 thành viên thủy thủ đoàn đã thiệt mạng, và 17 người sống sót bị bắt làm tù binh chiến tranh. Trước khi bỏ tàu, các rotor của máy mật mã Enigma được trao cho vài thành viên để ném xuống biển hầu tránh bị chiếm giữ; nhưng họ đã không kịp làm việc này, nên Hải quân Anh thu giữ được ba rotor, bao gồm rotor VI và VII là những phiên bản chỉ Hải quân Đức sử dụng và chưa từng được biết đến.

### Tóm tắt chiến công
U-33 đã đánh chìm mười tàu buôn đối phương có tổng tải trọng 19.261 GRT, cùng gây hư hại cho một tàu buôn khác:
| Ngày              | Tên tàu           | Quốc tịch | Tải trọng | Số phận            |
| ----------------- | ----------------- | --------- | --------- | ------------------ |
| 7 tháng 9, 1939   | Olivegrove        | Anh Quốc  | 4.060     | Bị đánh chìm       |
| 16 tháng 9, 1939  | Arkelside         | Anh Quốc  | 1.567     | Bị đánh chìm       |
| 24 tháng 9, 1939  | Caldew            | Anh Quốc  | 287       | Bị đánh chìm       |
| 20 tháng 11, 1939 | Delphine          | Anh Quốc  | 250       | Bị đánh chìm       |
| 20 tháng 11, 1939 | Sea Sweeper       | Anh Quốc  | 329       | Bị đánh chìm       |
| 20 tháng 11, 1939 | Thomas Hankins    | Anh Quốc  | 276       | Bị đánh chìm       |
| 21 tháng 11, 1939 | Sulby             | Anh Quốc  | 287       | Bị đánh chìm       |
| 21 tháng 11, 1939 | William Humphries | Anh Quốc  | 276       | Bị đánh chìm       |
| 23 tháng 11, 1939 | Borkum            | Anh Quốc  | 3.670     | Tổn thất toàn bộ   |
| 25 tháng 12, 1939 | Stanholme         | Anh Quốc  | 2.473     | Bị đánh chìm (mìn) |
| 16 tháng 1, 1940  | Inverdargle       | Anh Quốc  | 9.456     | Bị đánh chìm (mìn) |